# Arrest Guldemond/Noordwijkerhout
Guldemond/Noordwijkerhout (HR 31 december 1915, ECLI:NL:HR:1915:AG1773) is de roepnaam van een op 31 december 1915 door de Nederlandse Hoge Raad gewezen arrest, dat betrekking heeft op de rechtsbevoegdheid van de Nederlandse burgerlijke rechter. In het arrest oordeelde de Hoge Raad dat de bevoegdheid van de civiele rechter afhankelijk is van het recht waarin de eiser vraagt te worden beschermd (objectum litis), en niet van de aard van het recht waarop de verweerder zijn verweer baseert. Het heeft op dit gebied te gelden als standaardarrest.

## Feiten en procesverloop
De feiten die aanleiding gaven tot het arrest waren als volgt. Guldemond, een bloemist te Lisse, was sinds 1905 eigenaar van verschillende percelen bos- en geestland onder Noordwijkerhout. Op eigen grond heeft hij een twaalf meter brede vaarsloot gegraven, waar hij al vele jaren ongestoord gebruik van maakt. Op het punt waar deze vaarsloot een openbaar voetpad kruist, maakt de gemeente Noordwijkerhout – in deze zaak vertegenwoordigd door burgemeester J.P.J.M. Sweens – in april 1914 aanstalten de vaart te dempen om het voetpad weer zijn oude bestemming te geven.
Guldemond vordert bij de burgerlijke rechter in kort geding de gemeente te bevelen de werkzaamheden te staken, en vraagt machtiging om het reeds gestorte zand te mogen verwijderen. De gemeente stelt dat de burgerlijke rechter onbevoegd is van de zaak kennis te nemen, omdat de gemeente optrad uit hoofde van een publiekrechtelijke taak, namelijk de zorg voor de bruikbaarheid van de openbare weg, die voortvloeit uit artikel 179 sub h van de destijds geldende Gemeentewet.
De president van de arrondissementsrechtbank Den Haag verklaart zichzelf bij vonnis van 23 april 1914 bevoegd van de vordering kennis te nemen. Bij arrest van 1 februari 1915 wordt dit vonnis door het gerechtshof Den Haag bekrachtigd. Zij overwegen daartoe dat de vordering ertoe strekt Guldemond te handhaven in het bezit van het pad en de vaarsloot, in welk bezit Guldemond beweert te zijn gestoord. Het geschil ziet aldus op een burgerlijk recht, waarvan volgens artikel 153 van de Grondwet van 1887 en artikel 2 van de Wet op de rechterlijke organisatie de rechterlijke macht bij uitsluiting bevoegd is kennis te nemen. De vorderingen worden toegewezen. De gemeente Noordwijkerhout stelt beroep in cassatie in bij de Hoge Raad.

## Beoordeling door de Hoge Raad
Sweens voert als enig middel van cassatie aan dat het gerechtshof artikel 2 van de Wet op de rechterlijke organisatie (Wet RO) en artikel 179 sub h van de Gemeentewet heeft geschonden, door te beslissen dat het geschil ter competentie van de burgerlijke rechter staat en de president van de arrondissementsrechtbank zich mitsdien terecht bevoegd had verklaard. In wezen verschillen partijen van mening over de juiste interpretatie van artikel 153 (thans artikel 112) van de Grondwet. Dit artikel luidde:
Alle twistgedingen over eigendom of daaruit voortspruitende regten, over schuldvordering en andere burgerlijke regten, behooren bij uitsluiting tot de kennis van de regterlijke magt.
Ten tijde van het geschil werden grofweg twee interpretaties onderscheiden: de fundamentum petendi-leer en de objectum litis-leer. Volgens de fundamentum petendi-leer kon alleen van een 'twistgeding over schuldvordering' of 'ander burgerlijk regt' gesproken worden als de rechtsvraag waarover partijen strijden privaatrechtelijk van aard is. Volgens de objectum litis-leer is de burgerlijke rechter reeds bevoegd als de eiser vraagt om bescherming tegen een inbreuk op een burgerlijk recht, of als hij beweert een schuldvordering te hebben.
De Hoge Raad overweegt hieromtrent:
dat ook in art. 2 R.O. de uitsluitende bevoegdheid van de rechterlijke macht is afhankelijk gesteld van het voorwerp van het geschil, dat is van het recht waarin de aanlegger vraagt te worden beschermd, en niet van den aard van het recht waarop de verweerder zijn verweer grondt;
De Hoge Raad aanvaardt aldus de objectum litis-leer en verwerpt het cassatieberoep.

## Relevantie
Het belang van het arrest-Guldemond/Noordwijkerhout is gelegen in de aanvaarding door de Hoge Raad van de objectum litis-leer: niet de rechtsband tussen partijen (vinculum juris) of de grondslag van de eis (fundamentum petendi), maar het te beschermen recht bepaalt of de burgerlijke rechter bevoegd is van de zaak kennis te nemen. De competentie wordt daarmee vooral een formele vraag: de eiser kan de burgerlijke rechter bevoegd maken door enkel te stellen dat hij een schuldvordering heeft, of dat hij vraagt om bescherming tegen inbreuk op een burgerlijk recht. De burgerlijke rechter is dus ook bevoegd kennis te nemen van geschillen die hun oorsprong vinden in het publiekrecht, als de eiser stelt dat daarbij een burgerlijk recht getroffen wordt.
Guldemond/Noordwijkerhout kreeg een materieelrechtelijk vervolg in het op 20 november 1924 gewezen arrest-Ostermann I (NJ 1925, p. 89). Daarin oordeelde de Hoge Raad dat een publiekrechtelijk lichaam in beginsel onrechtmatig handelt door het enkel overtreden van een wettelijk voorschrift. Bijgevolg kan een vordering van een burger tegen de overheid ook altijd inhoudelijk behandeld worden door de civiele rechter.
Artikel 2 (oud) van de Wet RO is met ingang van 1994 als overbodig geschrapt, omdat deze bepaling volledig overeenstemde met artikel 112, eerste lid, van de Grondwet.